# 太原广播电视台 (越南)
太原广播电视台（越南语：／），是一家位於越南太原省的綜合性新聞傳媒集團。也是越共太原省委、太原省人民委员会的喉舌。

## 历史沿革

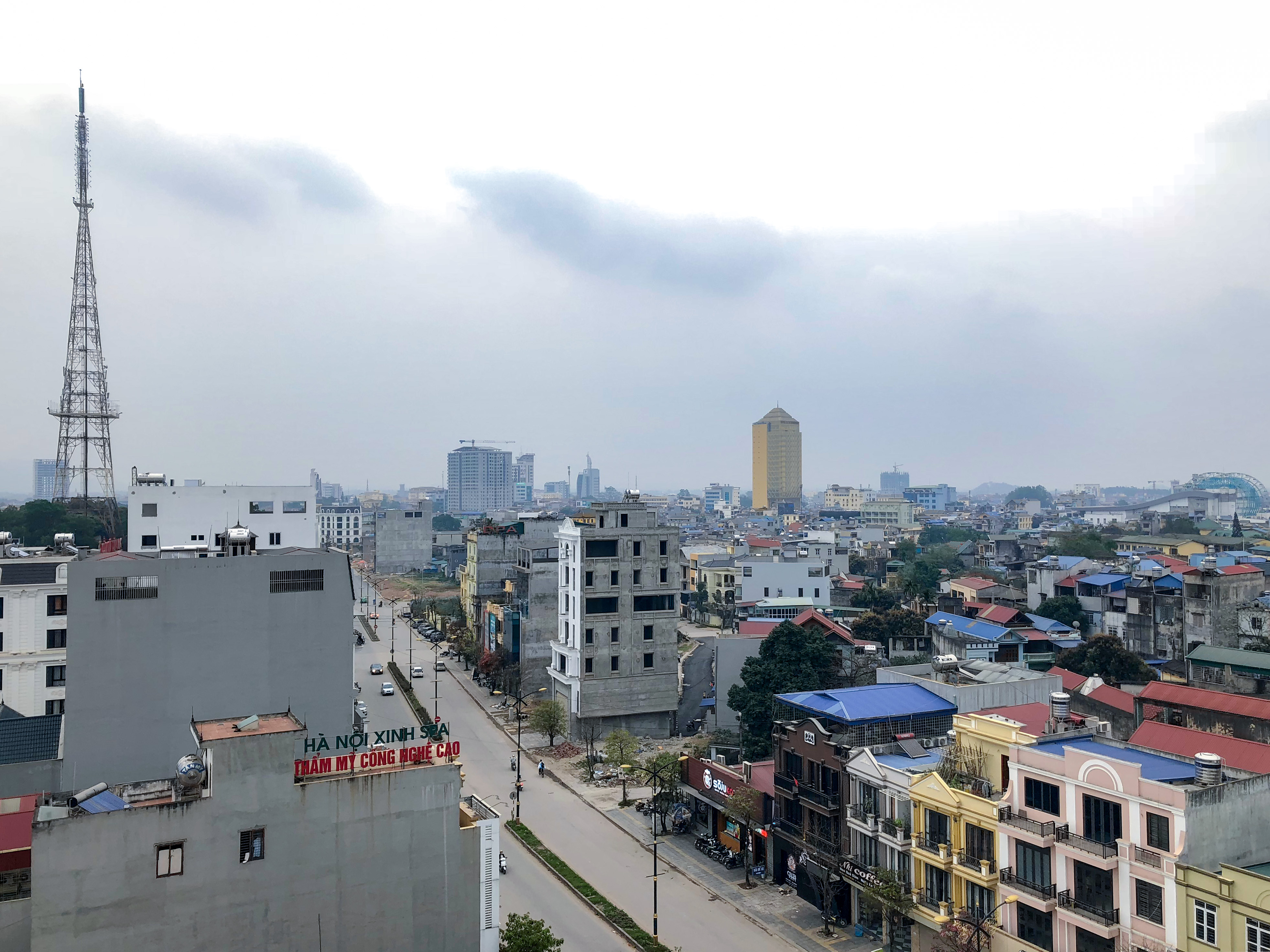
太原广播电视台位在太原市区的電視發射塔

太原省广播电视台肇始于1956年成立的太原广播电台（Đài Truyền thanh Thái Nguyên），后于1962年参与组建了越北自治区广播电台（Đài Phát Thanh Khu Tự Trị Việt Bắc）:836-837。1975年12月27日，北越政府撤销越北自治区，电台所在的北太省由北越政府直接管辖，该广播电台因此同步更名为北太广播电台（Đài Truyền thanh Bắc Thái）:837。
1977年9月起，北太广播电台开始提供儂語、瑶语广播节目。
1990年，北太广播电台增设电视部，并更名为北太广播电视台，该电视台的首个电视节目则于1992年9月2日播出:837。1996年11月6日，越南國會決定撤銷北太省，重新成立太原省，北太广播电视台随之更名为太原广播电视台，延续至今。
2008年，太原廣播電視台的第二條電視頻道科教娱乐频道（Kênh khoa giáo giải trí，TN2）成立，并于2017年8月15日起播出高畫質電視。2018年，太原广播电视台新闻综合频道（TN1）也开始播出高畫質電視。
2023年1月，太原广播电视台科教娱乐频道停止播出节目。
2025年4月，太原廣播電視台與《太原報》（Báo Thái Nguyên）合併建立傳媒中心。

## 频道列表
太原广播电视台现拥有电视频道、广播电台频率各1条，并在太原省内各县市有若干个调频广播电台:838。

### 电视频道
| 頻道名稱     | 语言                           | 广播格式                    | 啟播時間         | 频道前身 | 備註   |
| 新闻综合频道 | 越南语、苗语、瑶语、汉语、英语 | SD: PAL 576i 16:9 HD: 1080i | HD: 2018年1月1日 |          | [ 13 ] |

### 電台頻率
| 频道名称（广播） | 频率         | 参考   |
| ---------------- | ------------ | ------ |
| 新闻综合广播（Kênh Thời sự - Chính trị - Tổng hợp） | FM 106,5 MHz | [ 14 ] |